# Río Chorna (Crimea)
El Chorna, Chérnaya o Chórnaya (en ucraniano: Чорна - Chorna; en ruso: Чёрная - Chórnaya; en tártaro de Crimea: Çorğun Chorhun) es un pequeño río de Crimea en Rusia desde marzo de 2014, no reconocido por Ucrania ni por la comunidad internacional. Todos los nombres significan «río Negro».
El río Chorna comienza en las colinas meridionales de Crimea, al noreste del pueblo Rodnikivske, justo al oeste de la cual va a dar a un embalse. Desde allí continúa en dirección oeste hacia la ciudad de Inkerman (Belokámeñsk) donde desemboca en la bahía de Sebastopol, en la costa suroccidental de la península, cerca de la ciudad del mismo nombre.
El Chorna es conocido por una serie de batallas como la batalla del río Chorna. La ciudad de Inkermán fue un lugar clave durante la Guerra de Crimea, y se encuentra a orillas del Chorna.